# Monte Barilaro
Il monte Barilaro (a volte riportato anche come monte Barillaro) è una montagna alta 804 m s.l.m. appartenente all'Appennino Ligure.

## Descrizione

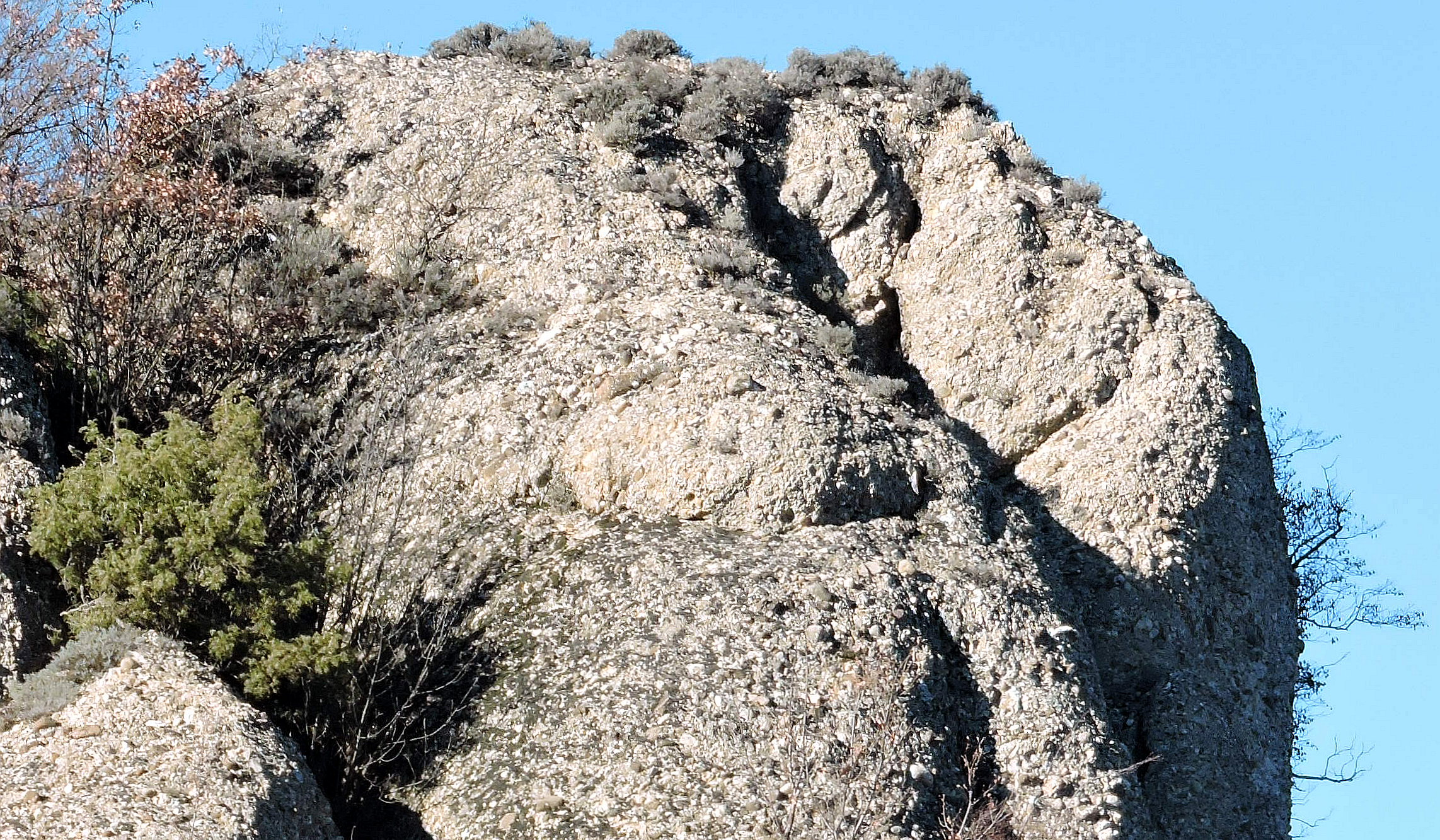
Gli affioramenti di conglomerato

Il monte si trova sullo spartiacque tra val Grue e val Borbera, sul confine tra i comuni di Cantalupo Ligure e Dernice, entrambi in provincia di Alessandria. Poco ad est della sua cima si trova la bocchetta di Barilaro, un valico che mette in comunicazione le due vallate. In corrispondenza della cima della montagna si stacca dallo spartiacque un costolone secondario che si dirige verso sud separando due valloni laterali della val Borbera; questo crinale si innalza fino ai 911 metri del monte Gavasa, per poi perdere quota ed esaurirsi alla Strette di Pertuso.
Il Barilaro è ben riconoscibile dagli altri monti della zona per il caratteristico torrione di conglomerato che ne sorregge la cima da nord-est.

## Accesso alla cima

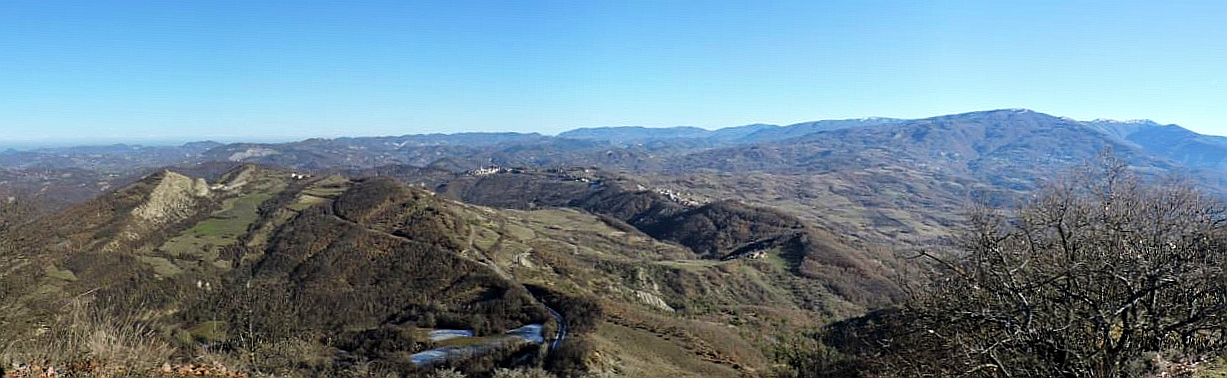
Panorama dalla cima

La cima della montagna può essere raggiunta via sentiero dalla forcella sud del Monte Barilaro, a quota 764 m e collocata tra il Barilaro stesso e il monte Gavasa; al colletto si può arrivare da diversi punti di partenza, tra i quali Costa Marlassino, Molo di Brobera o Rivarossa. 

## Punti di appoggio
- Bivacco Alda e Carlo Martesotti, del CAI di Novi Ligure, a Rivarossa